# Helen Hoffmann
Helen Hazel Hoffmann (ur. 7 lutego 2002) – niemiecka biegaczka narciarska, brązowa medalistka mistrzostw świata, wielokrotna medalistka mistrzostw świata juniorów i U-23.

## Kariera
Po raz pierwszy na arenie międzynarodowej pojawiła się 15 grudnia 2018 roku, podczas zawodów FIS w niemieckiej miejscowości Oberwiesenthal, gdzie uplasowała się na szóstej pozycji w biegu na 5 km stylem dowolnym. W 2021 roku wystartowała na mistrzostwach świata juniorów w Vuokatti, gdzie zdobyła brązowy medal w biegu na 15 km techniką klasyczną. Na rozgrywanych rok później mistrzostwach świata juniorów w Lygna zdobyła złoto w biegu na 15 km stylem dowolnym oraz brąz w sztafecie. Następnie zwyciężyła w biegu na 10 km stylem dowolnym podczas mistrzostw świata młodzieżowców w Whistler w 2023 roku. Na tym samym dystansie, lecz techniką klasyczną, zdobyła złoto na mistrzostwach świata młodzieżowców w Planicy. Ponadto zdobyła złoty medal w biegu na 10 km stylem dowolnym i brązowy w sztafecie na mistrzostwach świata młodzieżowców w Tarvisio w 2025 roku. 
W Pucharze Świata zadebiutowała 2 grudnia 2023 roku w Gällivare, gdzie w biegu na 10 km stylem dowolnym uplasowała się na 28. miejscu. Tym samym zdobyła pierwsze pucharowe punkty.
Wystartowała na mistrzostwach świata w Trondheim w 2025 roku, gdzie wspólnie z Pią Fink, Kathariną Hennig i Victorią Carl wywalczyła brązowy medal w sztafecie.

## Osiągnięcia

### Mistrzostwa świata
| Miejsce | Dzień     | Rok  | Miejscowość | Konkurencja              | Czas biegu | Strata  | Zwyciężczyni   |
| ------- | --------- | ---- | ----------- | ------------------------ | ---------- | ------- | -------------- |
| 16.     | 27 lutego | 2025 | Trondheim   | Sprint stylem dowolnym   | 3:03,36    | —       | Jonna Sundling |
| 12.     | 2 marca   | 2025 | Trondheim   | 20 km bieg łączony       | 47:57,1    | +2:02,8 | Ebba Andersson |
| 3.      | 7 marca   | 2025 | Trondheim   | Bieg sztafetowy 4×7,5 km | 1:15:41,5  | +1:13,4 | Szwecja        |

### Mistrzostwa świata juniorów
| Miejsce | Dzień     | Rok  | Miejscowość    | Konkurencja                          | Czas biegu | Strata  | Zwyciężczyni            |
| ------- | --------- | ---- | -------------- | ------------------------------------ | ---------- | ------- | ----------------------- |
| 25.     | 4 marca   | 2020 | Oberwiesenthal | 15 km stylem dowolnym (start masowy) | 35:55,6    | +2:55,3 | Helene Marie Fossesholm |
| 11.     | 12 lutego | 2021 | Vuokatti       | 5 km stylem dowolnym                 | 13:44,3    | +48,3   | Wieronika Stiepanowa    |
| 8.      | 13 lutego | 2021 | Vuokatti       | bieg sztafetowy 4×3,3 km             | 37:50,5    | +2:12,1 | Szwecja                 |
| 3.      | 14 lutego | 2021 | Vuokatti       | 15 km stylem klasycznym              | 2:33,24    | +25,6   | Margrethe Bergane       |
| 1.      | 22 lutego | 2022 | Lygna          | 15 km stylem dowolnym                | 39:23,1    | —       | —                       |
| 3.      | 23 lutego | 2022 | Lygna          | bieg sztafetowy 4×3,3 km             | 36:52,3    | +35,4   | Norwegia                |
| 5.      | 25 lutego | 2022 | Lygna          | 5 km stylem klasycznym               | 14:30,1    | +8,3    | Darja Niepriajewa       |
| 10.     | 27 lutego | 2022 | Lygna          | Sprint stylem dowolnym               | 2:36,17    | —       | Maria Hartz Melling     |

### Mistrzostwa świata młodzieżowców (do lat 23)
| Miejsce | Dzień       | Rok  | Miejscowość | Konkurencja              | Czas biegu | Strata | Zwyciężczyni             |
| ------- | ----------- | ---- | ----------- | ------------------------ | ---------- | ------ | ------------------------ |
| 8.      | 29 stycznia | 2023 | Whistler    | Sprint stylem klasycznym | 3:07,58    | —      | Jasmin Kähärä            |
| 6.      | 31 stycznia | 2023 | Whistler    | 20 km stylem klasycznym  | 1:01:40,0  | +21,5  | Kristin Austgulen Fosnæs |
| 1.      | 3 lutego    | 2023 | Whistler    | 10 km stylem dowolnym    | 26:13,0    | —      | —                        |
| 20.     | 6 lutego    | 2024 | Planica     | Sprint stylem dowolnym   | 2:35,82    | —      | Sonjaa Schmidt           |
| 6.      | 8 lutego    | 2024 | Planica     | 20 km stylem dowolnym    | 48:58,6    | +8,8   | Marina Kälin             |
| 1.      | 10 lutego   | 2024 | Planica     | 10 km stylem klasycznym  | 27:38,0    | —      | —                        |
| 4.      | 11 lutego   | 2024 | Planica     | bieg sztafetowy 4×5 km   | 50:09,7    | +1,5   | Kanada                   |
| 13.     | 4 lutego    | 2025 | Tarvisio    | Sprint stylem dowolnym   | 2:59,10    | —      | Märta Rosenberg          |
| 4.      | 6 lutego    | 2025 | Tarvisio    | 20 km stylem klasycznym  | 55:56,8    | +13,6  | Märta Rosenberg          |
| 1.      | 8 lutego    | 2025 | Tarvisio    | 10 km stylem dowolnym    | 32:36,4    | —      | —                        |
| 3.      | 9 lutego    | 2025 | Tarvisio    | bieg sztafetowy 4×5 km   | 59:17,5    | +51,8  | Norwegia                 |

### Puchar Świata

#### Miejsca w klasyfikacji generalnej
| Sezon     | Miejsce |
| --------- | ------- |
| 2023/2024 | 77.     |
| 2024/2025 | 34.     |